# Lijst van hoogste gebouwen van Azië
Deze lijst toont de hoogste gebouwen van Azië. Constructies zonder verdiepingen, zoals zendmasten en uitzichttorens, worden niet meegerekend als gebouw. Objecten die architectonisch geen onderdeel vormen van een gebouw zoals antennes worden niet meegeteld. Onderstaand wordt zowel een chronologische lijst van de hoogste gebouwen als een lijst van gebouwen op peildatum weergegeven.

## Chronologisch overzicht
Onderstaande lijst toont het hoogste volledig afgewerkt gebouw in Azië in een gegeven periode. Constructies zonder verdiepingen, zoals zendmasten en uitzichttorens, worden ook hier niet meegerekend als gebouw. Objecten die architectonisch geen onderdeel vormen van een gebouw zoals antennes worden niet meegeteld. Gebouwen die in die periode ook het hoogste gebouw ter wereld waren zijn aangegeven in een grijs vlak.
| Periode                                      | Gebouw                   | Plaats           | Land                         | Hoogte | Foto |
| -------------------------------------------- | ------------------------ | ---------------- | ---------------------------- | ------ | ---- |
| 4 januari 2010 tot heden                     | Burj Khalifa             | Dubai            | Verenigde Arabische Emiraten | 828 m  |      |
| 31 december 2004 tot en met 3 januari 2010   | Taipei 101               | Taipei           | Taiwan                       | 509 m  |      |
| 31 augustus 1999 tot en met 30 december 2004 | Petronas Twin Towers     | Kuala Lumpur     | Maleisië                     | 452 m  |      |
| 28 augustus 1998 tot en met 31 augustus 1999 | Jin Mao Tower            | Shanghai         | China                        | 421 m  |      |
| 1997 tot en met 27 augustus 1998             | CITIC Plaza              | Guangzhou        | China                        | 391 m  |      |
| 1996 tot en met 1997                         | Shun Hing Square         | Shenzhen         | China                        | 384 m  |      |
| 1992 tot 1996                                | Central Plaza            | Hong Kong Island | Hongkong                     | 374 m  |      |
| 1990 tot 1992                                | Bank of China Tower      | Hong Kong Island | Hongkong                     | 367 m  |      |
| 1986 tot 1990                                | OUB Centre               | Singapore        | Singapore                    | 280 m  |      |
| 1985 tot 1986                                | Hanwha 63 City           | Seoel            | Zuid-Korea                   | 274 m  |      |
| 1978 tot en met 1984                         | Sunshine 60              | Tokio            | Japan                        | 239 m  |      |
| 1974 tot 1978                                | Shinjuku Mitsui Building | Tokio            | Japan                        | 225 m  |      |
| 1972 tot 1974                                | Connaught Centre         | Hongkong         | Hongkong                     | 178 m  |      |
| 1968 tot 1972                                | Kasumigaseki Building    | Tokio            | Japan                        | 156 m  |      |
| 1963 tot 1968                                | Habib Bank Plaza         | Karachi          | Pakistan                     | 101 m  |      |
| 1934 tot 1963                                | Park Hotel               | Shanghai         | China                        | 84 m   |      |
| 1929 tot 1934                                | Sassoon House            | Shanghai         | China                        | 83 m   |      |
| 1927 tot 1929                                | Douanehuis               | Shanghai         | China                        | 82 m   |      |
| 1922 tot 1927                                | Nan Fang-huis            | Kanton           | China                        | 50 m   |      |

## Huidige rangschikking

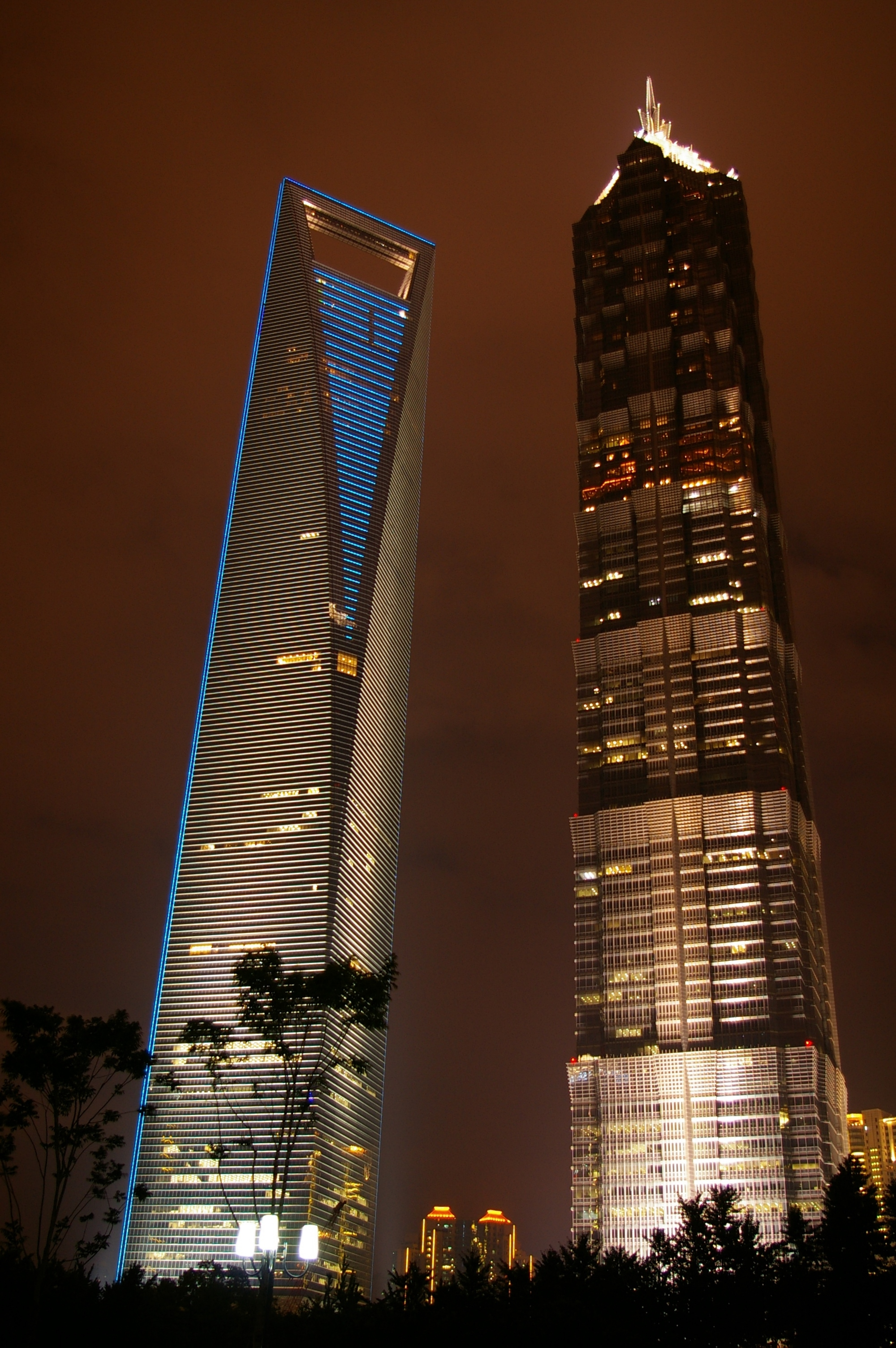
8. Shanghai World Financial Center en 17. Jin Mao Tower
2009

Deze lijst toont de volledig afgewerkte hoogste gebouwen in Azië met een architectonische hoogte van minstens 350 meter zoals gerangschikt op 1 augustus 2018. Constructies zonder verdiepingen, zoals zendmasten en uitzichttorens, worden ook hier niet meegerekend als gebouw. Objecten die architectonisch geen onderdeel vormen van een gebouw zoals antennes worden niet meegeteld.

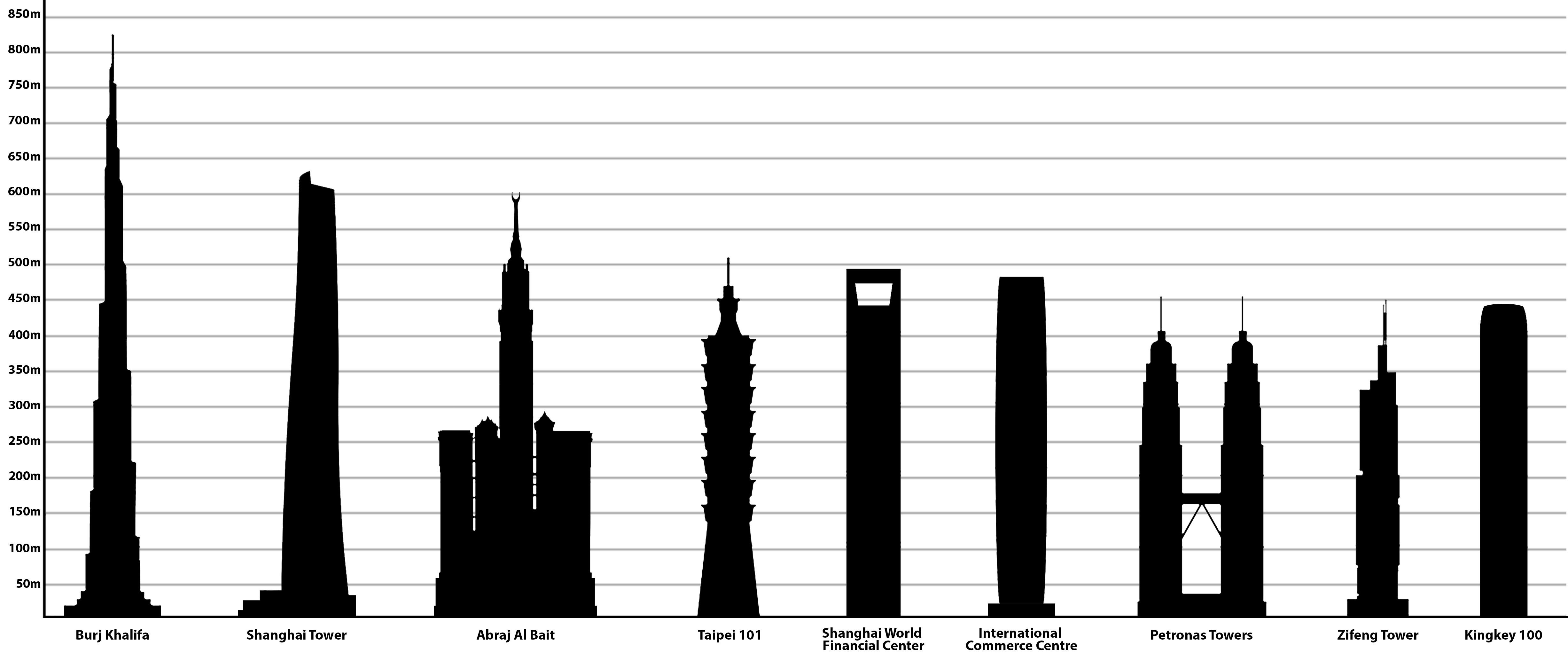
De hoogste gebouwen van Azië in 2015.

| Plaats | Gebouw                                | Plaats           | Land                         | Hoogte | Verdiepingen | Voltooid |
| ------ | ------------------------------------- | ---------------- | ---------------------------- | ------ | ------------ | -------- |
| 1      | Burj Khalifa                          | Dubai            | Verenigde Arabische Emiraten | 828 m  | 162          | 2010     |
| 2      | Merdeka 118                           | Kuala Lumpur     | Maleisië                     | 679 m  | 118          | 2023     |
| 3      | Shanghai Tower                        | Shanghai         | China                        | 632 m  | 126          | 2014     |
| 4      | Abraj Al Bait-toren                   | Mekka            | Saoedi-Arabië                | 601 m  | 120          | 2011     |
| 5      | Ping An Finance Centre                | Shenzen          | China                        | 599 m  | 126          | 2017     |
| 6      | Lotte World Tower                     | Seoel            | Zuid-Korea                   | 555 m  | 123          | 2017     |
| 7      | CTF Finance Centre                    | Guangzhou        | China                        | 530 m  | 111          | 2016     |
| 8      | Tianjin CTF Finance Centre            | Tianjin          | China                        | 530 m  | 97           | 2019     |
| 9      | China Zun                             | Beijing          | China                        | 528 m  | 109          | 2018     |
| 10     | Taipei 101                            | Taipei           | Taiwan                       | 509 m  | 108          | 2004     |
| 11     | Shanghai World Financial Center       | Shanghai         | China                        | 492 m  | 101          | 2008     |
| 12     | International Commerce Centre         | Kowloon          | Hongkong                     | 484 m  | 118          | 2010     |
| 13     | Landmark 81                           | Ho Chi Minhstad  | Vietnam                      | 461 m  | 81           | 2018     |
| 14     | Petronas Tower 1                      | Kuala Lumpur     | Maleisië                     | 452 m  | 88           | 1998     |
| 14     | Petronas Tower 2                      | Kuala Lumpur     | Maleisië                     | 452 m  | 88           | 1998     |
| 16     | Changsha IFS Tower T1                 | Changsha         | China                        | 452 m  | 95           | 2017     |
| 17     | Greenland Square Zifeng Tower         | Nanjing          | China                        | 450 m  | 89           | 2010     |
| 18     | Kingkey 100                           | Shenzhen         | China                        | 442 m  | 98           | 2012     |
| 19     | Guangzhou West Tower                  | Guangzhou        | China                        | 438 m  | 103          | 2010     |
| 20     | Marina 101                            | Dubai            | Verenigde Arabische Emiraten | 425 m  | 101          | 2017     |
| 21     | Jin Mao Tower                         | Shanghai         | China                        | 421 m  | 88           | 1998     |
| 22     | Two International Finance Centre      | Hong Kong Island | Hongkong                     | 415 m  | 88           | 2003     |
| 23     | Princess Tower                        | Dubai            | Verenigde Arabische Emiraten | 414 m  | 101          | 2011     |
| 24     | Al Hamra Tower                        | Koeweit          | Koeweit                      | 412 m  | 77           | 2010     |
| 25     | 23 Marina                             | Dubai            | Verenigde Arabische Emiraten | 395 m  | 89           | 2012     |
| 26     | CITIC Plaza                           | Guangzhou        | China                        | 391 m  | 80           | 1997     |
| 27     | Capital Market Authority Headquarters | Riyad            | Saoedi-Arabië                | 385 m  | 77           | 2014     |
| 28     | Shun Hing Square                      | Shenzhen         | China                        | 384 m  | 69           | 1996     |
| 29     | Burj Mohammed Bin Rashid              | Abu Dhabi        | Verenigde Arabische Emiraten | 381 m  | 88           | 2014     |
| 30     | Elite Residence                       | Dubai            | Verenigde Arabische Emiraten | 380 m  | 86           | 2006     |
| 31     | Central Plaza                         | Hong Kong Island | Hongkong                     | 374 m  | 78           | 1992     |
| 32     | Bank of China Tower                   | Hong Kong Island | Hongkong                     | 367 m  | 72           | 1990     |
| 33     | Almas Tower                           | Dubai            | Verenigde Arabische Emiraten | 363 m  | 68           | 2008     |
| 34     | The Pinnacle                          | Guangzhou        | China                        | 360 m  | 60           | 2012     |
| 35     | JW Marriott Marquis Dubai Tower 1     | Dubai            | Verenigde Arabische Emiraten | 355 m  | 82           | 2012     |
| 35     | JW Marriott Marquis Dubai Tower 2     | Dubai            | Verenigde Arabische Emiraten | 355 m  | 82           | 2013     |
| 37     | Emirates Office Tower                 | Dubai            | Verenigde Arabische Emiraten | 355 m  | 54           | 2000     |

## Lijsten
- Lijsten van hoge gebouwen